# 田村高廣
田村 高廣（たむら たかひろ、1928年〈昭和3年〉8月31日 - 2006年〈平成18年〉5月16日）は、日本の俳優、田村高広と表記されることもある。阪東妻三郎の長男。弟は田村俊磨（元マネージャー、株式会社タムサプライヤ元社長）、俳優の田村正和、田村亮、田村兄弟の長男である。夫人は舞踊家の花柳駒（田村節子）。異母弟に俳優の水上保広がいる。京都府京都市出身。身長170cm。後年は世田谷区三宿に住んでいた。

## 来歴・人物
京都府京都市出生、東京府東京市神田区（現・東京都千代田区）出身。京都府立京都第三中学校（現・京都府立山城高等学校）、同志社大学経済学部卒業。京都三中在学中に、動員学徒として愛知県の中島飛行機半田製作所で働いた経歴を持つ。1944年12月7日、その中島飛行機で勤務中に昭和東南海地震に遭い、発生時刻の13時35分の時はちょうど組み立て中の艦上攻撃機「天山」の中に入って作業をしていたことで倒壊した建物の下敷きにはならず、九死に一生を得ている。
大学卒業後、東京都内の商社でサラリーマン生活を送るが、1953年7月7日に父が急逝。近親者や木下惠介監督などから後を継ぐよう強くすすめられた。父は松竹に借金があり、俳優になれば借金は帳消しにすると松竹から申し出もあった。乗り気ではなかったが長兄として家計を支え父の遺した借金を返済するため、父が死去した際に在籍していた松竹に入社し映画『女の園』でデビューした。
その後も木下監督作品の常連となり、壺井栄原作の『二十四の瞳』を初め、『喜びも悲しみも幾歳月』、『笛吹川』に出演し、演技に磨きをかける。
1963年、松竹退社後はフリーとなった。1964年、大河ドラマの第2作目である『赤穂浪士』に出演した。
1965年の大河ドラマ『太閤記』に出演し、主人公である豊臣秀吉の軍師である 黒田孝高を演じ、阪東妻三郎13回忌としてNHKで製作された『破れ太鼓』で4兄弟が初共演を果たす。同年からの『兵隊やくざ』シリーズにて有田上等兵役を好演、勝新太郎とのコンビが人気を呼び、代表作の1つとなった（この演技が認められ、ブルーリボン助演男優賞を獲得）。
1969年には『超高層のあけぼの』へ弟の正和と出演することが決定していたが、『トラ・トラ・トラ!』へ出演するために出演を取りやめた。同年には『魔像・十七の首』でテレビ時代劇初主演、この作品でも田村三兄弟が共演を果たした。1971年の大河ドラマ『春の坂道』に沢庵和尚役で出演、この作品でも田村三兄弟が共演した。
1973年、必殺シリーズ第3作の『助け人走る』に中山文十郎役で主演、1974年12月には舞台でも同役を演じた。
1975年、沢島忠作、梅田コマ劇場の舞台で、田村兄弟が舞台初共演を果たした。1978年の舞台、『東宝二月特別公演　阪妻を偲ぶ』では父妻三郎の代表作である『無法松の一生』の無法松を演じた。
1979年、父が主演した『地獄の蟲』のリメーク版で主演を務め、1980年、『天平の甍』出演時には鑑真を演じ、中国本土でも知られる様になった。
1981年、『泥の河』に出演（代表作の一つとなった。)1984年『乾いて候』に出演、連続ドラマでは田村三兄弟最後の共演となった(1993年放送のスペシャル版では兄弟最後の共演をした。)
1990年、日本テレビの大型時代劇、『勝海舟』でも田村三兄弟が共演、勝海舟を演じた正和/亮の父親である勝小吉役を演じた。
1996年には再び小栗監督と組み『眠る男』に出演し、これも高い評価を得た。1999年、長年の功績から勲四等旭日小綬章を受賞した。
京都府出身のため、プライベートでは京ことばで話していた（京ことばを話す役を演じる際には一般にイメージされる「コテコテの」関西弁ではなく、美しく柔らかい発音で演じることが多く、非常に人気があった）。
「美男俳優（二枚目俳優）」としての人気のあった弟とは対照的で、最も父親似の容貌をしており、陰影のある役を得意としていた。
2003年、阪東妻三郎50回忌にNHKBSで放送された、『駆けよ!バンツマ』に4兄弟揃って出演した。
2006年5月16日午前0時19分、脳梗塞のため急逝。77歳没。本人の遺志により、18日の葬儀後に公表された。戒名は慈照院俊岳廣道居士。2007年公開の映画『The焼肉ムービー プルコギ』が最後の映画出演であった。
所属事務所は、改めて父・妻三郎の命日である7月7日にお別れ会、天国に送る会を行った。死後の2014年、1984年に製作された『朽ちた手押し車』が公開された。

## 人物とエピソード
- 性格は、まさに慎重居士で、自身さえも「石橋を叩いても渡らない」と語っている。
- 松竹は時代劇俳優として売りたいと考えていたが[12] 、派手なことを嫌い、阪妻2世と呼ばれることを極度に嫌い[2]、時代劇への出演を避けていたが[2]、阪妻追悼記念映画『京洛五人男』で時代劇に出演、阪妻専門の殺陣師と入念な打ち合わせの上、ようやく時代劇に出演した[2]。以来、『狼よ落日を斬れ』などの殺陣が評価され、幾度となく「二代目・阪東妻三郎」の襲名を打診されたが、その度に固辞していた[2]。松竹や大映からも襲名を切望され、内田吐夢監督が乃木大将の映画を撮るにあたり、主役で出演の打診をされ、その際にも襲名を希望された[15]。本人は、父親の華やかな雰囲気は自分の柄には合わない、自分のスタイルを確立したいとも述べている[15]。
- 田村三兄弟揃い踏みで阪妻追悼の舞台が行われた際、弟の亮は高廣があまりにも真面目過ぎて疲れたと明かしている[16]。正和は高廣について、歳が離れすぎているから、兄弟というより父親の代わりの様な存在だと話していた[17]。
- 父・阪東妻三郎についてはほとんど会話らしい会話をすることはなく[4]、「ぼくには、怖かったな。直接話したことないですね。食事も奥座敷で母に給仕させ、むずかしい顔をして、一人で食べてました」と語っていた[18]。しかし阪東妻三郎は高廣に名跡を継がないまでも、同じ映画業界で生きていて欲しい。と話していたという[4]。高廣自身は父が本当は、自分に名跡を継いでほしいと思っていたのではないか[4]と回想した。田村自身による回想『剣戟王阪妻の素顔』（ワイズ出版、2001年）がある。
- 『鬼平犯科帳』第2シリーズ 第12話「雨乞い庄右衛門」にゲスト出演した際、台本では7、8人を刀で斬るとなっていたが、刀では本当は2、3人しか連続して切れないので、「一人一人を刺して確実に殺した方がリアルな立ち回りになる」との田村の提案が採用され、リアルで迫力のある映像となった[19]。
- 池波正太郎は田村について、京都の生まれ育ちであるが、「あいつはなかなか江戸っぽいと」と評価していた[19]。1980年代後半晩年の池波は、『剣客商売』の次回映像化では田村を秋山小兵衛役に起用する様にと言い残していた[19]、また、池波作品を愛する田村も秋山小兵衛役を熱望していた[19]が、実現されなかった。田村は父阪妻と池波には何かつながるものがあると感じると話していた[19]。
- 京都三中での同級生で作家渡辺一雄による回想記『田村高廣の想い出　日本人への遺言』（ビジネス社、2006年）がある。
- パイプ煙草を嗜む。雑学見聞の紀行番組・ドキュメンタリー番組である「TVムック・謎学の旅」のパイプ煙草を取上げた放送回では案内人役を務め出演、ヨーロッパ各地を訪れパイプ煙草文化を紹介している。

## 受章・受賞歴
- 第16回ブルーリボン賞助演男優賞（1965年度）『兵隊やくざ』
- 第4回日本アカデミー賞優秀助演男優賞（1980年度）『父よ母よ!』・『遥かなる走路』・『動乱』・『天平の甍』
- 第36回毎日映画コンクール主演男優賞（1981年）『泥の河』
- 菊田一夫演劇賞（1988年）
- 芸術選奨文部大臣賞（1988年）
- 紫綬褒章（1991年）
- 勲四等旭日小綬章（1999年）[20]

## 出演

### 映画
- 女の園（1954年）
- 二十四の瞳（1954年） - 磯吉
- 魔の季節　春のみづうみ（1956年）

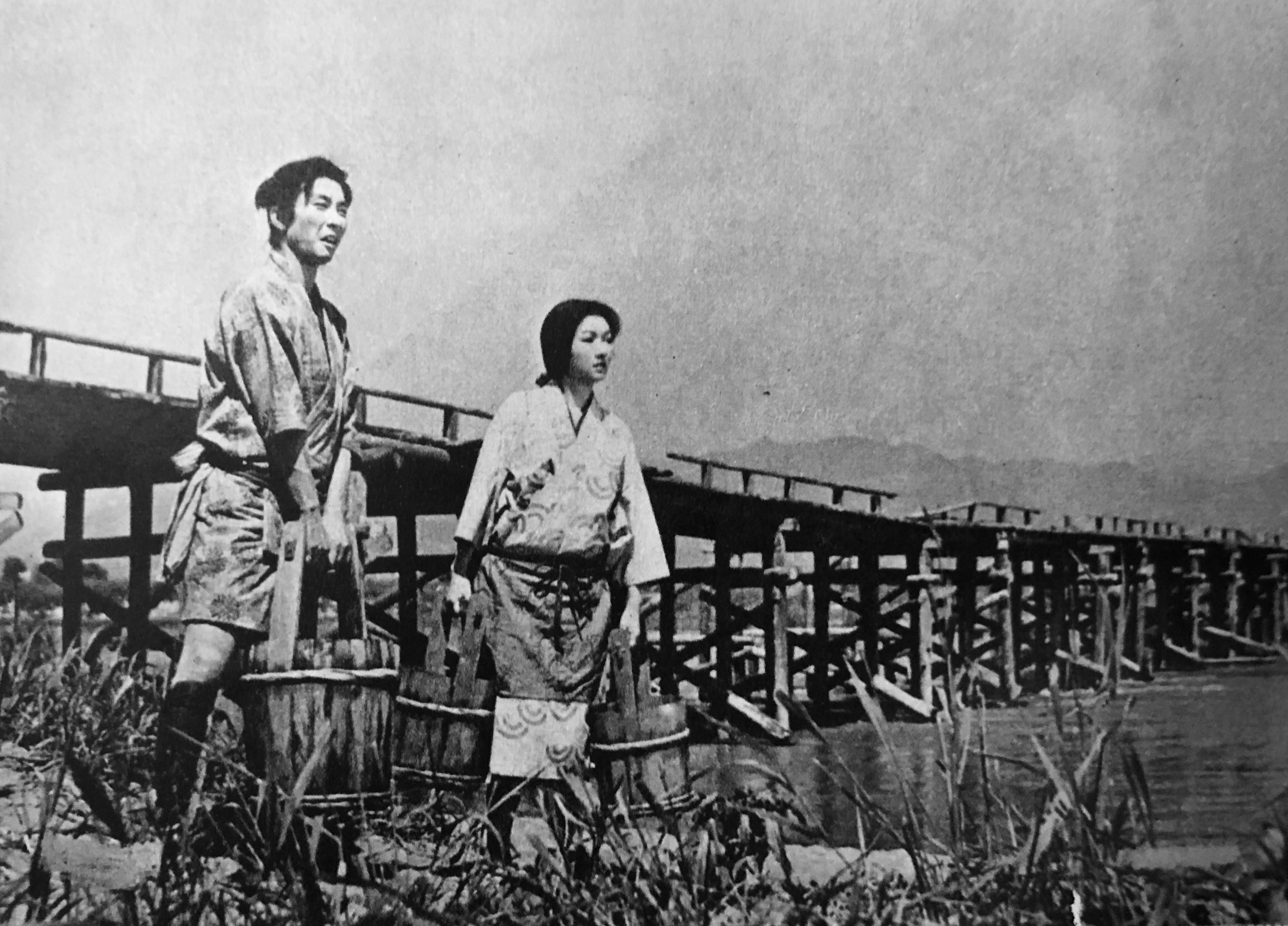
『笛吹川』（1960年）

『兵隊やくざ』（1965年）

- 阪妻追善記念映画 京洛五人男 (1956年)
- 侍ニッポン (1957年)
- 体の中を風が吹く（1957年） - 正木省吾
- 雲の墓標より 空ゆかば（1957年） - 吉野次郎
- 張込み（1958年） - 石井
- 白い炎（1958年）
- 花のうず潮（1958年）
- この天の虹（1958年）
- からたち日記（1959年）
- 旗本愚連隊 (1960)
- 第三捜査命令 (1961年)
- 敵は本能寺にあり（1960年） - 織田信長
- 笛吹川 松竹大船1960.10.19
- 女の橋（1961年）
- 河口（1961年）
- 背徳のメス（1961年）
- 禁猟区 (1961年)
- 宮本武蔵（1961年 - 1965年） - 柳生宗矩　※5部作
- 喜劇 にっぽんのお婆あちゃん (1962年)
- 山河あり (1962年) - 井上義雄
- 湖愁（1962年）
- 充たされた生活 (1962年)
- 無宿人別帳（1963年） - 横内主膳
- 七人の刑事　女を探がせ (1963年)
- 丹下左膳（1963年）
- 東京オリンピック音頭　恋愛特ダネ合戦 (1963年)
- 日本侠客伝（1964年）
- 忍者狩り（1964年）
- 仇討（1964年）
- 花実のない森（1965年） - 楠尾英通
- 徳川家康（1965年）
- 兵隊やくざ（1965年、大映） - 有田上等兵（以下のシリーズも同様）
  - 続・兵隊やくざ（1965年）
  - 新・兵隊やくざ（1966年）
  - 兵隊やくざ 脱獄（1966年）
  - 兵隊やくざ 大脱走（1966年）
  - 兵隊やくざ 俺にまかせろ（1967年）
  - 兵隊やくざ 殴り込み（1967年）
  - 兵隊やくざ 強奪（1968年）
- 清作の妻 (1965年) - 清作
- 宮本武蔵　巌流島の決斗 (1965年) - 柳生但馬守宗矩
- 関東破門状 (1965年)
- 花と龍  (1965年)
- 忍びの者 新・霧隠才蔵 (1966年) - 風魔大十郎
- 四畳半物語 娼婦しの（1966年） - 吉岡糺
- 女犯破戒 (1966年) - 丑之助 (道暁、日当)
- 空いっぱいの涙（1966年、松竹）- 石井部長
- 白い巨塔（1966年） - 里見脩二
- 紀ノ川（1966年）
- 砂糖菓子が壊れるとき（1967年）
- 眠狂四郎女地獄（1968年）
- 大奥絵巻 (1968年)
- 祇園祭（1968年）
- 刑務所破り (1969年)
- 赤毛 (1969年) 相楽総三
- 新選組 (1969年) - 伊東甲子太郎
- 悪名一番勝負（1969年）- 政吉
- 鉄火場慕情 (1970年、日活)
- 鮮血の記録 (1970年、日活) - 原
- 戦争と人間 第一部 運命の序曲 (1970年、日活) 不破学
- Tora! Tora! Tora!（1970年） - 淵田中佐（淵田美津雄） ※第43回アカデミー賞特殊視覚効果賞受賞作品。日本＆アメリカ合作映画。
- 新兵隊やくざ 火線（1972年） - 有田上等兵（本作は勝プロ製作）
- どぶ川学級（1972年）
- 御用牙 （1972年）
- 恍惚の人（1973年）
- 青幻記 遠い日の母は美しく （1973年、東和）
- 狼よ落日を斬れ(1974年)
- 本陣殺人事件（1975年）
- 不連続殺人事件（1977年）
- 野性の証明（1978年）
- 愛の亡霊（1978年）
- 俺たちの交響楽（1979年、松竹） - 小柳出秀次
- 日蓮（1979年）
- 動乱（1980年）
- 父よ母よ!（1980年）
- 天平の甍（1980年） - 鑑真
- 遥かなる走路（1980年） - 豊田佐吉
- 泥の河（1981年） - 板倉晋平　※第54回アカデミー外国語映画賞本選ノミネート作品
- 大日本帝国（1982年）
- ひめゆりの塔 芸苑社 佐々木軍医中佐1982.06.12 - 佐々木軍医中佐
- 君のふるさとに太陽がのぼった（1984年）
- 朽ちた手押し車（1984年）
- 彼のオートバイ、彼女の島（1986年） - 白石康一郎
- 片翼だけの天使（1986年） - 吉住鋭二
- オイディプスの刃（1986年） - 大迫耿平
- 海と毒薬（1986年）　※ベルリン国際映画祭銀熊賞受賞作品
- 1000年刻みの日時計 牧野村物語（1986年）
- ハチ公物語（1987年） - 古川駅長
- イタズ 熊（1987年） - 岩田銀蔵
- 橋（1988年） - 柳井
- 敦煌（1988年） - 曹延恵
- 佛立開導日扇聖人伝　風の門（1988年） - 長松清風
- 226（1989年） - 湯浅倉平
- 千羽づる（1989年） - 医師
- 遠き落日（1992年） - 八子留太郎
- 落陽（1992年） - 山城太助
- 私を抱いてそしてキスして（1992年、東映東京）
- 月光の夏（1993年）
- 忠臣蔵外伝 四谷怪談（1994年） - 吉良上野介
- サンクチュアリ（1995年） - 市島陽介
- きけ、わだつみの声 Last Friends（1995年） - 高見沢（教授）
- 眠る男（1996年）
- こむぎいろの天使 すがれ追い（1999年）
- アイ・ラヴ・フレンズ（2001年）
- 阿弥陀堂だより（2002年）
- アイ・ラヴ・ピース（2003年）
- The焼肉ムービー プルコギ（2007年） - 韓老人 ※映画遺作

### テレビドラマ
- 大河ドラマ（NHK総合）
  - 赤穂浪士（1964年） - 高田郡兵衛
  - 太閤記（1965年） - 黒田孝高
  - 春の坂道（1971年） - 沢庵
  - 花神（1977年） - 周布政之助
- 破れ太鼓（1965年、NHK総合） - 長男役
- 氷点（1966年、NET）
- 松本清張シリーズ 「遠くからの声」（1966年、関西テレビ）
- 釜めし夫婦（1967年 フジテレビ）　-主人公の夫、信太郎
- 三匹の侍 第5シリーズ 第17話「帰ってきた剣鬼」（1968年、フジテレビ） - 八波隼人
- 大奥（1968年、関西テレビ） - 生島新五郎
- ザ・ガードマン 第157話「ガードマン パリで大奮戦」第158話「ガードマン スイス追撃作戦」（1968年、TBS）
- 孤独のメス 第8話「マンハッタンの恋」（1969年、TBS） - 庄司
- 花のお江戸のすごい奴 第11話「くちなしの花が散る」（1969年、フジテレビ・東映・新国劇） - 佐伯右近
- 魔像・十七の首（1969年、朝日放送）- 主演・茨右近
- ナショナル劇場（TBS・C.A.L）
  - 水戸黄門 第1部 第22話「決闘・砂塵の宿 -金津-」（1969年） - 源十郎
  - 南町奉行事件帖 怒れ!求馬（〜大江戸を駈ける!）（1997年 - 2001年） - 根岸肥前守
- 大坂城の女（1970年、関西テレビ）
- 二人の刑事 第4話（1970年、TBS）
- 東芝日曜劇場（TBS）
  - 第702回「夫唱婦和」（1970年、RKB毎日放送）
  - 第735回「一筆啓上致します」（1971年）
  - 第779回「花嫁の歳月」（1971年、RKB毎日放送）
  - 第830回「湯の宿の女」（1972年）
  - 第833回「北の都に秋たけて（1972年、朝日放送）
  - 第844回「離婚旅行」（1973年、朝日放送）
  - 第860回「しぐれ茶屋おりく その4」（1973年、CBC）
- 雪国（1970年、NHK総合）
- 日本怪談劇場　第6話「四谷怪談　稲妻の巻」第7話「四谷怪談　水草の巻」（1970年、東京12チャンネル） - 民谷伊右衛門
- 坊っちゃん（1970年、日本テレビ） - 山嵐
- 柳生十兵衛 第11話「風神ヶ原の対決」（1970年、フジテレビ・東映） - 無明大雪
- もう一つの華燭（1971年、NHK総合）
- 大忠臣蔵（1971年、NET） - 高田郡兵衛
- 徳川おんな絵巻 第15話「幻の姦通」・第16話「愛と野望と」（1971年、関西テレビ）
- 千葉周作 剣道まっしぐら （1971年、TBS）- 高柳又四郎
- 火曜日の女シリーズ クラスメート -高校生ブルース- （1971年、日本テレビ）- 竜崎先生
- 女人武蔵（1971年、関西テレビ） - 服部半蔵
- 女徳（1971年、毎日放送）
- 天皇の世紀 第1回「黒船渡来」（1971年、朝日放送） - 阿部伊勢守
- 遠い夏の日（1971年、関西テレビ）
- 蛇姫様（1972年、東京12チャンネル）- 檜屋千太郎
- ポーラ名作劇場（NET）
  - 舞いの家（1972年） - 道明
  - 花筵（1973年）
- 連続テレビ小説（NHK総合）
  - 藍より青く（1972年 - 1973年） - 鮎川静雄
  - 和っこの金メダル（1989年 - 1990年） - 秋津健吉
  - ファイト（2005年） - 村上義高
- 忍法かげろう斬り 第21話「人肌愛憎剣」（1972年、関西テレビ） - 乾多三郎
- 怪談 第3回「蚊喰鳥」（1972年、毎日放送）- 徳の市、辰の市
- 浮世絵 女ねずみ小僧 第2シリーズ第19話「柿の木の下の子供たち」（1972年、フジテレビ・C.A.L）
- 眠狂四郎 第6話「夜陰に女を裂く」（1972年、関西テレビ・東映）
- 花のながれ（1973年、フジテレビ）
- ご存知時代劇「弥太郎笠」（1973年 NET）
- 川端康成名作シリーズ「母の初恋」（1973年、関西テレビ）
- 新選組（1973年、フジテレビ・東映） - 野村左兵衛
- 恋ちりめん（1973年、日本テレビ） - 重吉
- 水滸伝（1973年 - 1974年、日本テレビ） - 柴進
- 必殺シリーズ（朝日放送）
  - 必殺仕掛人（1973年）- 第21話「地獄花」、第30話「仕掛けに来た死んだ男」- 神谷兵十郎
  - 助け人走る（1973年 - 1974年） - 中山文十郎
  - 必殺仕業人 第24話「あんた この替玉をどう思う」（1976年）- ほっかむりの屑屋
- 女・その愛のシリーズ「めし」（1974年、NET・東映）
- 次郎長三国志 最終回（1974年、NET・東映）
- 丹下左膳（よみうりテレビ・C.A.L）
  - 乾坤篇（1974年）
  - こけ猿の壺篇（1974年）
- 池田大助捕物日記（1974年 - 1975年、関西テレビ） - 大岡忠相
- 座頭市物語 第22話「父と子の詩」（1975年、フジテレビ） - 黒川鉄次郎
- 影同心（1975年、毎日放送） - 鳥居甲斐守
- 鬼平犯科帳（1975年、NET・東宝） - 岸井左馬之助
- 土曜ドラマ（NHK総合）
  - 松本清張シリーズ・事故（1975年） - 加納和郎
  - 希望（1982年） - 月村幸作
  - 黄昏流星群 -恋をもう一度-（1998年）
- 赤い衝撃（1976年 - 1977年、TBS） - 警視庁刑事・新田雄作
- 伝七捕物帳 （1976年、NTV）
  - 第110話「父と呼ばれて十五年」 - 利兵衛
  - 第121話「男なさけに花が散る」 - 泉屋新兵衛
- ポーラテレビ小説「おゆき」（1977年、TBS） - 幸造
- Gメン'75（1976年､TBS）
  - 第68話「小菅一丁目三五番地 東京拘置所」−大下俊造
- 判決（1978年 - 1979年、テレビ朝日） - 椎名史郎
- 土曜ワイド劇場（テレビ朝日）
  - 江戸川乱歩の「白髪鬼」より 宝石の美女（1979年）  - 里見・大牟田
  - 松本清張の小さな旅館（1981年） - 森田修平
  - 松本清張の地方紙を買う女 昇仙峡囮心中（1981年） - 杉本隆治
  - 松本清張の駅路 謎の伊勢路殺人旅行（1982年） - 小塚貞一
  - 軽井沢、夏の危険地帯（1982年） - 円城寺公平
  - 桜子は微笑う ラストエンペラーに仕掛けられた妖しい女の罠（1988年）
  - 津軽海峡おんな殺人行（1988年） - 藤井栄吉
  - 松本清張作家活動40年記念・霧の旗（1991年） - 大塚欽三
  - 黒革の手帖スペシャル〜白い闇（2005年） - 尾関孝次郎
- 雲霧仁左衛門（1979年、関西テレビ） - 安部式部
- 江戸の波濤（1979年、フジテレビ・東宝・映像京都） - 弥五郎
- 二百三高地 愛は死にますか（1981年、TBS 水曜劇場スペシャル） - 乃木希典
- 狐のくれた赤ん坊（1981年 フジテレビ） - 主演・張り子の寅八
- 傑作推理劇場･くじ運の悪い男（1981年8月13日放送　テレビ朝日）
- 御宿かわせみ（1980年 - 1981年・1982年 - 1983年、NHK総合 水曜時代劇） - 神林通之進
- 鬼平犯科帳（テレビ朝日・東宝）
  - 第2シリーズ 第11話「乞食坊主」（1981年） - 井関録之助
- 源九郎旅日記 葵の暴れん坊（1982年 - 1983年、テレビ朝日） - 徳川家慶
- 仕掛人・藤枝梅安（1982年 - 1983年、フジテレビ 時代劇スペシャル） - 彦次郎
- いつもお陽さま家族（1982年 - 1983年、TBS） - 竹脇栄三
- 月曜ワイド劇場「暴力少年」（1983年、朝日放送）- 柳橋隆夫
- 金田一耕助の傑作推理 ミイラの花嫁（1983年、TBS ザ・サスペンス） - 鮎沢慎一郎
- 乾いて候（1983年 - 1984年・1993年、フジテレビ） - 徳川吉宗
- 大奥 第20話「奥様は魔性の女」（1983年、関西テレビ） - 牧野成貞
- 3年B組金八先生スペシャルII「イレ墨をした教え子」（1983年、TBS）- 山田徳次郎
- 宮本武蔵（1984年、NHK総合 水曜時代劇） - 長岡佐渡（松井興長）
- ドラマ人間模様 大阪暮色（1984年、NHK総合） - 武上武一
- 特捜最前線 第389話「さらば! 海の老兵」（1984年、テレビ朝日）
- 天璋院篤姫（1985年、テレビ朝日） - 島津斉彬
- 暴れ九庵 第22話「熱い身体」（1985年、関西テレビ） - 北町奉行・永田備前守
- 木曜ドラマストリート「花嫁の父」（1985年、フジテレビ）
- 銭形平次（1987年、日本テレビ）
  - 第1話「刑場の花嫁」 - 空木伊賀守
  - SP「十手への道」
- 古都（1988年 関西テレビ）
- 年末時代劇スペシャル（日本テレビ）
  - 五稜郭（1988年） - 林洞海
  - 勝海舟（1990年） - 勝小吉
- 悲しみだけが夢をみる（1988年、NHK総合 銀河テレビ小説） - 中村康太郎
- はぐれ刑事純情派（1989年 テレビ朝日） - 横井達兵
- 火曜サスペンス劇場（日本テレビ）
  - からくり人形の女（1989年）
  - 明日を待つ女（1990年）
  - 取調室（1994年） - 小田垣光秀
  - 小京都ミステリー 津軽弘前殺人事件（1998年） - 田島源三
  - 京都金沢舌切り雀殺人事件（2002年） - 西園寺万作
  - 那須・四季通信（2005年） - 豊川浩三
- 12時間超ワイドドラマ（テレビ東京）
  - 宮本武蔵（1990年）- 沢庵和尚
  - 天下の副将軍水戸光圀 徳川御三家の激闘（1992年） - 佐野次郎左衛門
  - 赤穂浪士（1999年） - 吉良上野介役
- 千利休 〜春を待つ雪間草のごとく〜（1990年、毎日放送） - 千利休
- はやぶさ新八御用帳 大奥の恋人（1990年、日本テレビ 本格時代劇スペシャル） - 根岸肥前守
- 月曜サスペンスシリーズ（関西テレビ）
  - 山村美紗サスペンス「哲学の小径の少女」（1990年）
  - サスペンス・明日の13章「超・誘拐入門」（1993年） - 雨宮五郎
- 大江戸捜査網（1990年、テレビ東京） - 松平定信
- 戦国乱世の暴れん坊 齋藤道三 怒涛の天下取り（1991年、テレビ朝日） - 松波基宗
- 世にも奇妙な物語 「さよなら蔵町キネマ」（1991年、フジテレビ） - 山村忠雄
- 鬼平犯科帳 第2シリーズ 第12話「雨乞い庄右衛門」（1991年、フジテレビ） - 雨乞い庄右衛門
- 昭和16年の敗戦（1991年、フジテレビ） - 飯田千太郎
- 徳田刑事シリーズ「黒い履歴書」（1993年、TBS）-　主演・徳田刑事
  - 徳田刑事シリーズ2「追跡のオホーツク」（1994年、TBS）-　主演・徳田刑事
- 美味しんぼ（1994年 - 1999年、フジテレビ） - 唐山陶人
- 闇の狩人（1994年、テレビ東京） - 五名の清右衛門
- 御家人斬九郎 第1シリーズ 第6話「わしは将軍」（1995年、フジテレビ） - 松平景之進・徳川家斉（一人二役）
- なんじゃもんじゃの木の下で（1997年、テレビ朝日 単発深夜ドラマ）
- おばあちゃま、壊れちゃったの?（2000年、テレビ朝日） - 中谷怜二
- 麻婆豆腐の女房（2003年、NHK総合） - 樋口平蔵
- 楽園のつくりかた（2003年、NHK総合） - 星野高志
- 京都迷宮案内1 第5話（2003年、テレビ朝日） - 川勝昭次
- ホームドラマ!（2004年、TBS） - 河野清一郎
- けものみち（2006年、テレビ朝日 木曜ドラマ） - 診療所の医師 ※テレビドラマ遺作

### 舞台
- 助け人走る (1974年12月1日-25日、明治座)
- 東宝二月特別公演　阪妻を偲ぶ（1978年） 田村三兄弟共演
- 草燃える (1980年1月2日-30日、帝国劇場) - 源頼朝役
- 風光り水澄む郷（1981年）
- 桜月記（1992年）
- 夢の宴（1993年） 等多数

### ナレーション
- NHKスペシャル 「街道をゆく」（1997年、NHK総合）　※司馬遼太郎原作
- NHKそして歌は誕生した－名曲のかげに秘められた物語－
- 【LP】 阪東妻三郎 魅力のすべて / ナレーション・父を語る 田村高廣

### 紀行ドキュメンタリー番組
- TVムック・謎学の旅（1985年 - 1992年、日本テレビ製作）※提供・JT
- 駆けよ!バンツマ（2003年、NHK BS2）

### CM
- 殖産住宅 サンドリーム（1976年）
- 小西酒造 白雪（正和、亮とともに出演。1979年）
- マルサンアイ
  - 純正こうじみそ（1981年）共演：秋川リサ
  - こうじみそ（1982年）
- タイガー魔法瓶 浄水マイコン電気ポット（1993年）共演:古手川祐子